# Samuel M. Pinsly
Samuel M. Pinsly (* 12. Februar 1899 in Cambridge; † 3. Juli 1977) war ein US-amerikanischer Unternehmer, der mehrere regionale Bahngesellschaften (Short Lines) betrieb. Die von ihm gegründete Pinsly Railroad Company zählte zu den ersten Holdinggesellschaften dieser Art.

## Leben
Nach seiner Kindheit in Cambridge (Massachusetts) besuchte Samuel M. Pinsly die Northwestern University in Illinois, wo er Ingenieurwesen und Jura studierte. Im Ersten Weltkrieg diente er bei der United States Army. Nach dem Ende seines Militärdienstes arbeitete er in der Automobilbranche.
1923 heirateten Samuel Pinsly und Jessie Salzberg, die Tochter des Schrotthändlers und Transportunternehmers Harry Salzberg. 1929 trat Pinsly in das Unternehmen seines Schwiegervaters, die H.E. Salzberg Company, ein. Salzberg erwarb 1936 die Hoosac Tunnel & Wilmington Railroad (HT&W), deren Bahnstrecke durch Flutschäden unbenutzbar war. Salzberg legte einen Teil der Strecke still und verkaufte das verbleibende Unternehmen 1938 an Samuel Pinsly, der den Betrieb wieder aufnahm und die Bahngesellschaft zu einem profitablen Unternehmen umstrukturierte.
Nach dem Zweiten Weltkrieg erwarb Pinsly über seine Pinsly Railroad Company schrittweise acht weitere Bahngesellschaften. Mehrere Firmen wurden zu Lebzeiten von Pinsly wieder aufgegeben, wenn sie nicht mehr gewinnbringend waren oder ein guter Verkaufspreis erzielt werden konnte. So wurde die HT&W 1971 stillgelegt, als durch den Bau eines Staudamms die Verlegung der Strecke notwendig geworden wäre. Im Dezember 1953 gründete Pinsly zudem zusammen mit dem Eigentümer der Morrison Railway Supply Corporation, Raymond L. Morrison, die Samuel M. Pinsly Associates Inc., die sich um die Übernahme der insolventen New York, Ontario and Western Railway bemühte, jedoch keine Genehmigung der Interstate Commerce Commission erhielt.
Samuel Pinsly starb am 3. Juli 1977. Den Vorsitz der Pinsly Railroad Company übernahm seine seit 1965 für das Unternehmen tätige Tochter Marjorie Silver.